# Macizo de Ándara
El macizo de Ándara o macizo Oriental es un macizo montañoso localizado en el norte de España, siendo uno de los tres macizos que integran los Picos de Europa, a su vez, uno de los tramos del macizo Cantábrico perteneciente a la cordillera Cantábrica. Los otros dos macizos son Los Urrieles y el Cornión y es, de los tres, el de menor extensión y altura.
Administrativamente, pertenece a las comunidades autónomas del Principado de Asturias y Cantabria.

## Geografía

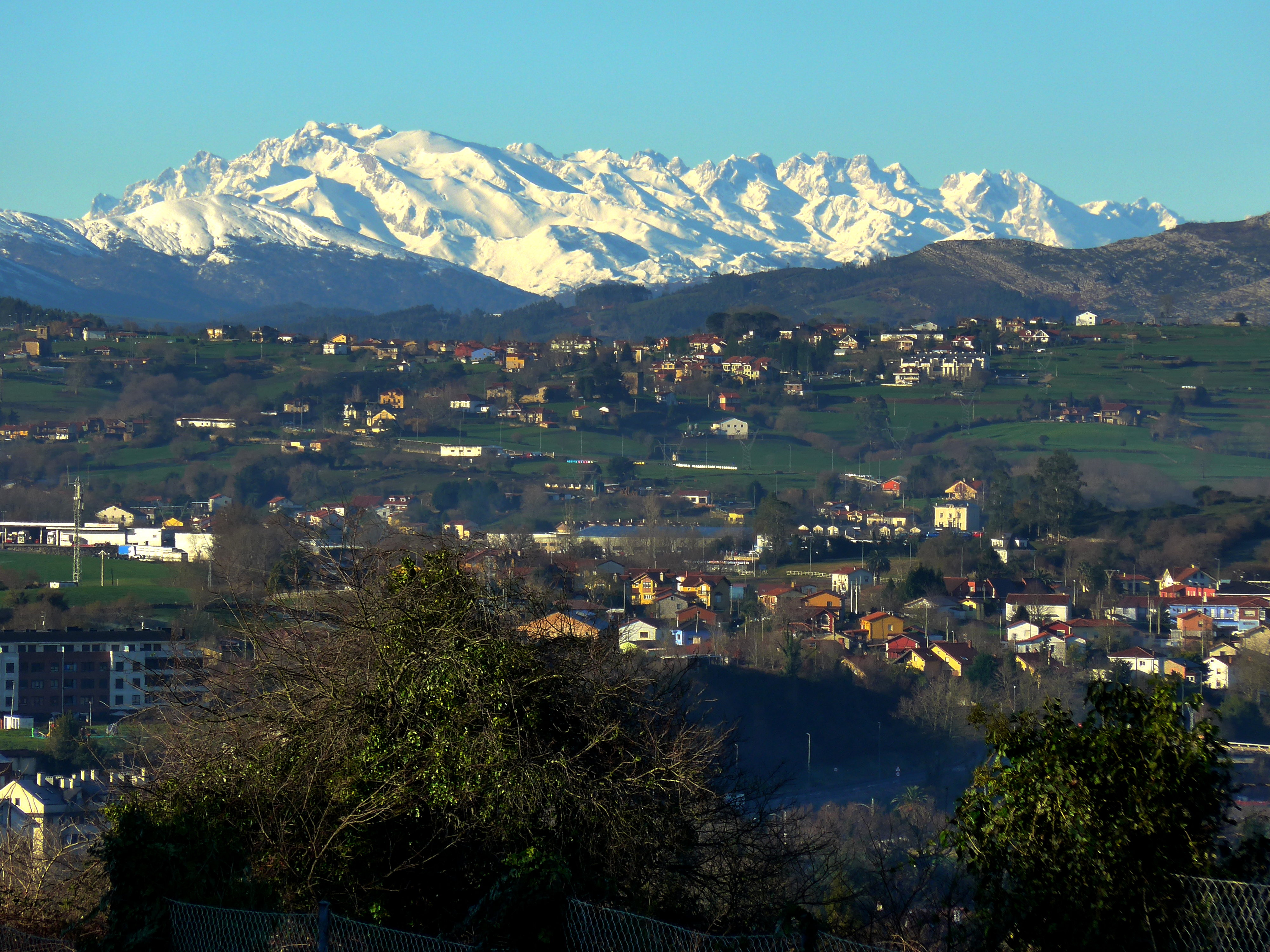
En esta fotografía tomada desde el hospital de Sierrallana (Torrelavega, Cantabria) se aprecia a la izquierda una parte generosa del macizo oriental de Picos de Europa y otra parte, también generosa, del macizo central a la derecha. A la derecha de todo, se ve incluso Peña Santa de Castilla

El macizo de Ándara se extiende de suroeste a noreste, dividiéndose en dos vertientes en el punto donde se concentran sus mayores alturas, en torno al circo de Ándara. El río Duje, al oeste, separa este macizo de Los Urrieles y el río Deva, al este, marca el límite oriental de los Picos de Europa.
En su interior se encuentran varios restos de explotaciones mineras (minas de Mazarrasa, Evangelista, La Providencia,...) actualmente abandonadas, y aun son visibles los restos de las construcciones anejas a esta actividad. Es fácil encontrar también las abundantes bocaminas, algunas de ellas obstaculizadas para evitar la entrada del ganado a las mismas.
Existe un refugio de montaña, el Casetón de Ándara, que facilita el acceso al macizo y a pocos minutos de él, en dirección al pico Valdominguero, se encuentra el antiguo lecho del lago de Ándara. Este lago, uno de los más grandes que pueblan los Picos de Europa, fue desecado accidentalmente durante las actividades mineras ya mencionadas, probablemente a causa de alguna voladura.
La primera alineación de montañas que se observa por el sur son las Cumbres Avenas. La cima más meridional de este conjunto es el Castro Cogollos (1692 m), después está el pico del Buey (1870 m), el Joracón de la Miel (1902 m), el pico de la Canal Arenosa (1882 m) y el pico del Corvo (1878 m) .
A través del collado de Cámara se accede al núcleo del macizo Oriental. Siguiendo la alineación suroeste-noreste aparecen en primer lugar las Picos de Cámara (2050 m), seguidos del pico Pozán (2188 m), también conocido como el Jiso, cuya arista sureste conforma el itinerario de escalada más importante del Macizo de Ándara.
Siguiendo hacia el norte ya aparecen alturas relevantes, como el Prao Cortés (2288 m) y el pico Cortés (2373 m). También el Cueto la Encina (2193 m), que da paso a la Morra de Lechugales, máxima altura de este macizo con sus (2444 m)de altitud.
Más al norte se encuentran los picos del Jierru (2422 m) y la pica del Jierru (2421 m), también conocida como del Evangelista o Tiro de la Infanta. En este punto se produce una bifurcación, que hacia el norte va al pico Valdominguero (2265 m), las Malatas y el Cuetu la Vezada, que van a dar, hacia el oeste, a las vegas de Sotres.
Siguiendo del pico Valdominguero hacia el norte están las picas del Jou sin Tierre (2159 m, la más alta de las dos), el cuetu Tejau (2129 m), el picu Boro, el cuetu los Clabreros y, finalmente, la pica de Fuente Soles, que va a dar al Jito de Escarandi, límite septentrional del macizo de Ándara.
Desde el pico Valdominguero hacia el noreste existen otras cimas, como son el pico Soriano (2161 m) y los cuetos de los Senderos y de la Ramazosa (ambos en torno a los 1900 m de altitud), en las inmediaciones del refugio del Casetón de Ándara. Al otro lado del refugio se eleva el Pico del Macondíu, de 1999 m.
Destacables son también las cumbres que se encuentran al este de la Morra de Lechugales, como son la silla del Caballo Cimero (2436 m), y al sur de ésta, la Tabla del Pino (2154 m).
Desde la pica del Jierru se extiende un cordal hacia el noroeste que recorre cumbres como el pico del grajal de Arriba (2349 m) el pico de Grajal de Abajo (2248 m), el Castillo del Grajal (2091 m), la rasa de la Inagotable (2284 m) y el cueto del Diablo (2267 m), también conocido como cuetu La Junciana.
Al este de la Junciana se eleva el pico del Sagrado Corazón, de (2214 m) y con gran significación pues desde el último año del siglo XIX se celebra, por parte de la gente del lugar, una ceremonia en su cumbre. Desde esta cima en dirección este, a través de la horcada Jonfría (1988 m), se encuentran cimas como el pico de la Jonfría (2067 m), el Castillín (2042 m), el alto de los Novillos (2033 m) o, ya en el extremo oriental, la peña del Roblo (1775 m).

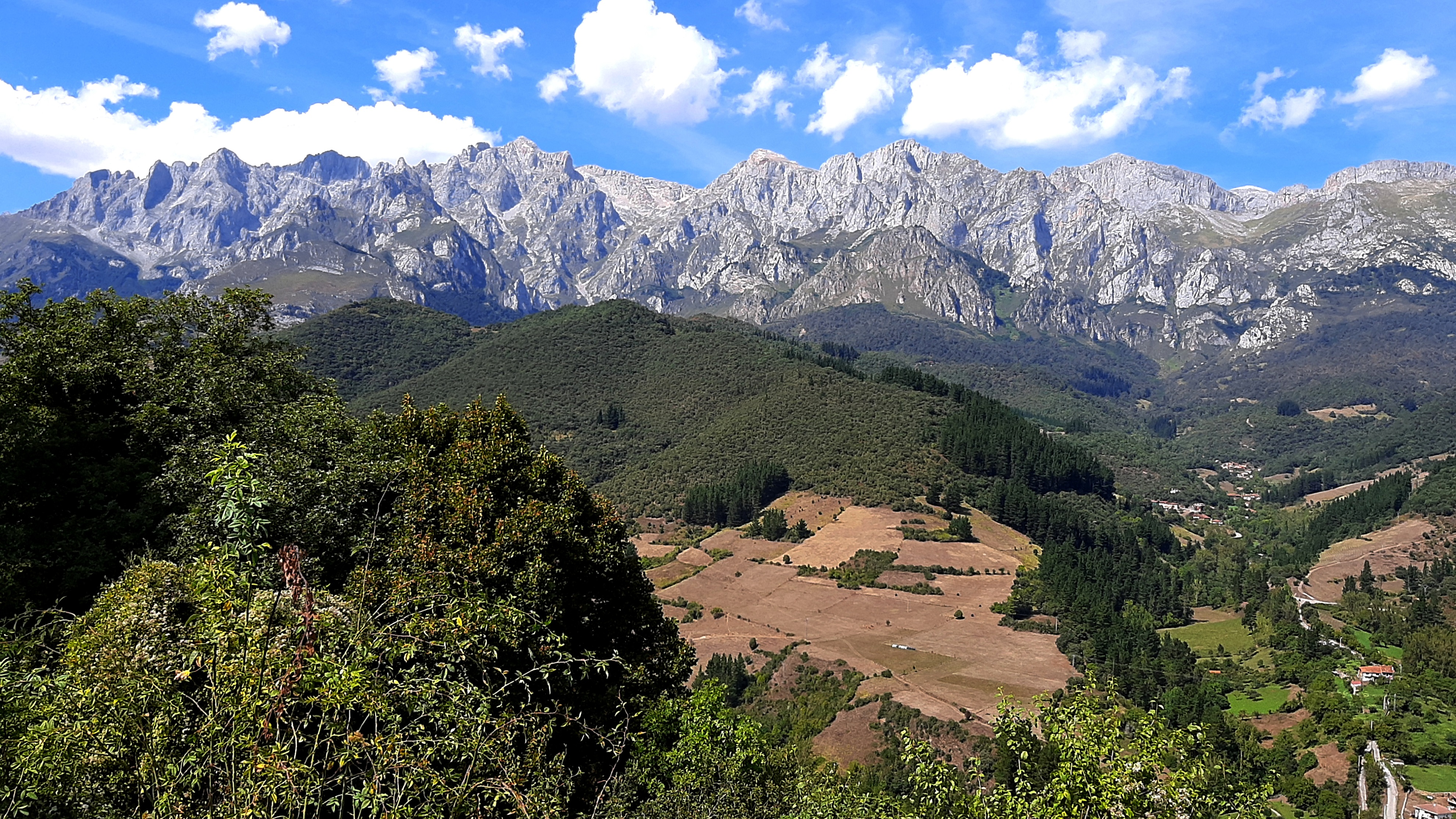
Macizo oriental contemplado desde la ermita de San Miguel (Santo Toribio de Liébana)

Tomando como referencia el pico del Sagrado Corazón, se elevan hacia el norte otras alturas como el pico de Samelar (2227 m), el Canto de la Concha (2093 m)(2093 m), el Alto de las Verdianas (2024 m) y, ya por debajo de los dos mil metros, las Becerreras, el cueto de las Becerreras y los Columbros. Desde el alto de las Verdianas y a través del collado de la Llaguna (1948 m) se alzan, en el extremo oriental del macizo de Ándara, cumbres como el pico de las Agudinas, de 1976 m de altitud. Las siguientes cumbres (el pico del Acero, el pico de la Tarabillera, el pico Paña, el cueto de la Llosa y el Ciruenzo Mayor) van perdiendo altura progresivamente hasta rondar los mil trescientos metros y llegar al lugar donde, por el este, terminan lo Picos de Europa.

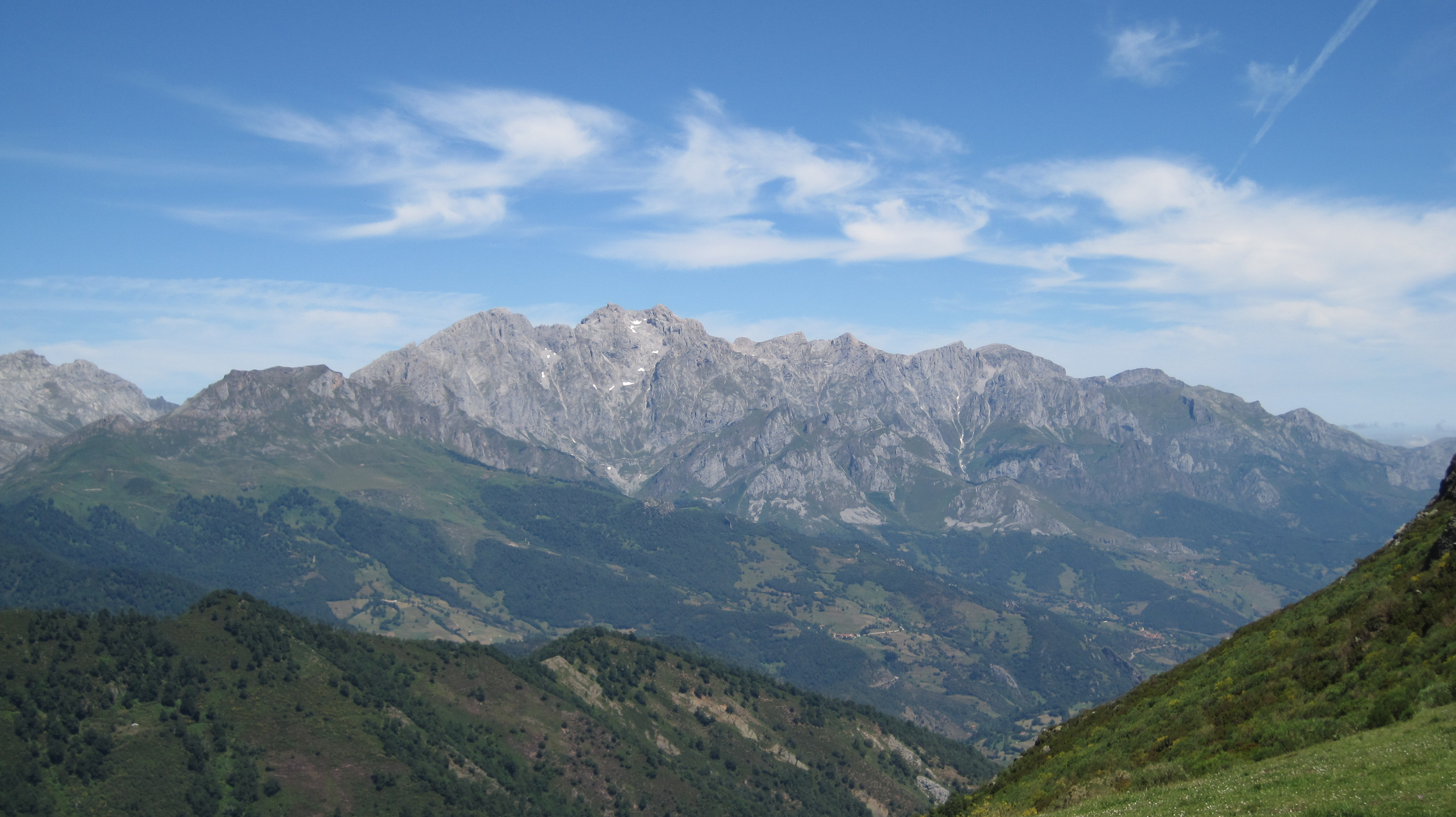
Vista del macizo oriental desde el Collado de Llesba